# Maestro de Riglos

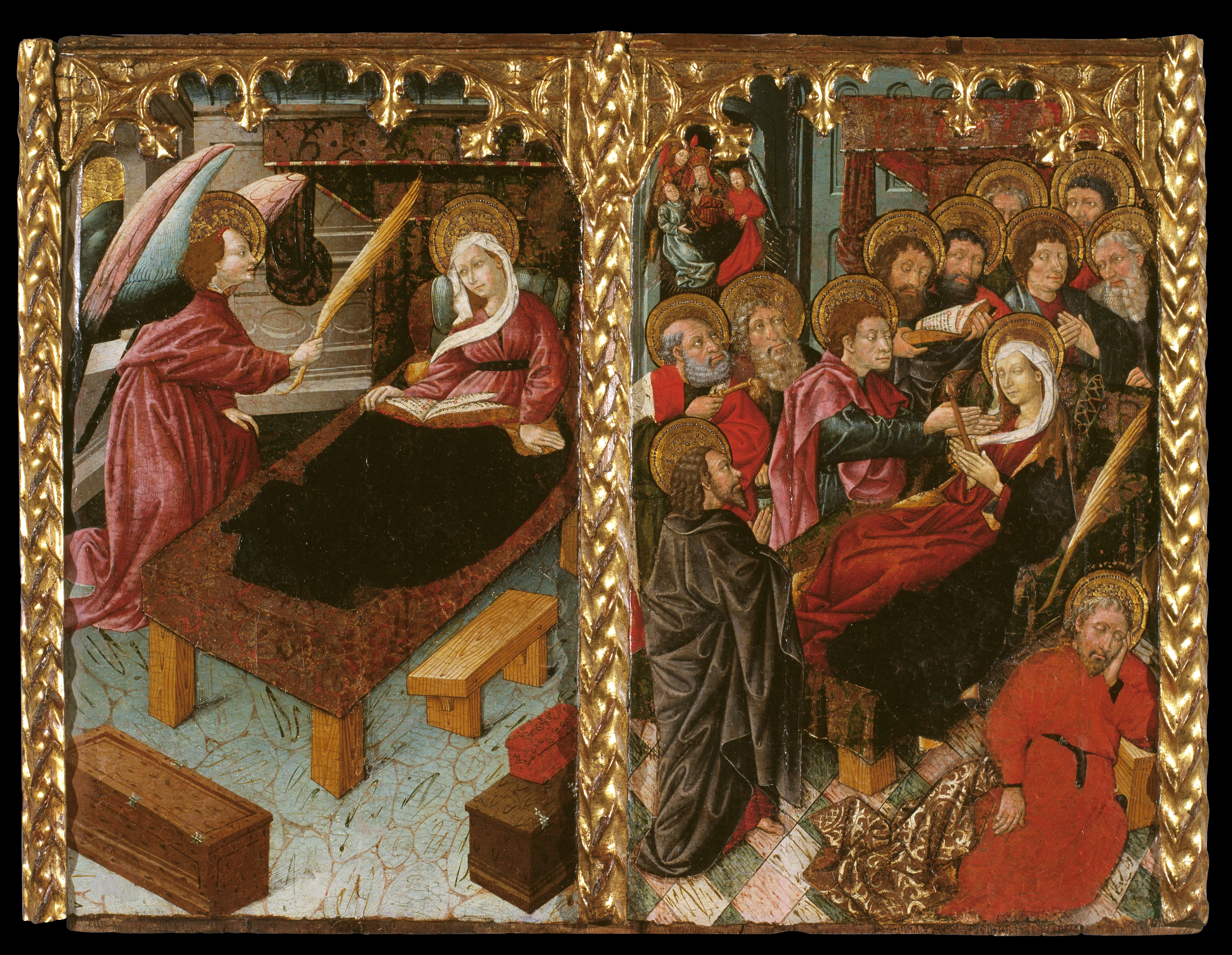
Anuncio y dormición de la Virgen, Museo Nacional de Arte de Cataluña (MNAC)

El maestro de Riglos fue un pintor gótico activo entre 1435 y 1460 en el Reino de Aragón de la España medieval.
El anónimo artista recibe su nombre del altar que elaboró en torno a 1450 para la ermita de San Martín de Riglos (provincia de Huesca) Este altar fue desmontado en la década de 1920, y de él se conservan cuatro de sus ocho tablas en museos de Londres, Barcelona, Filadelfia y Bolonia.
El debate sobre la identidad y obra del maestro de Riglos tiene un gran interés artístico e histórico, ya que su estética es un ejemplo del último periodo del estilo gótico en Aragón. En sus obras también se aprecian los signos de un nuevo realismo, lo que indica su contacto con la pintura flamenca de ese periodo
El catálogo del maestro de Riglos es objeto de un continuo examen crítico. En un principio, sus obras fueron asignadas al maestro de San Quirce,, y a Pedro de Zuera, pintor activo en Huesca entre 1430 y 1469, antes de ser consideradas obra de un artista distinto, para el que se propuso el nombre de «maestro de Riglos». Una investigación histórico artística descubrió trazas de varios autores en el retablo procedente de la ermita de Riglos: se aprecia al menos la colaboración de un autor del taller de Blasco de Grañén, quizás Pedro García de Benabarre, que recibió formación en dicho taller. No obstante, la obra del maestro de Riglos sigue siendo objeto de estudio.